# Барух Агадаті

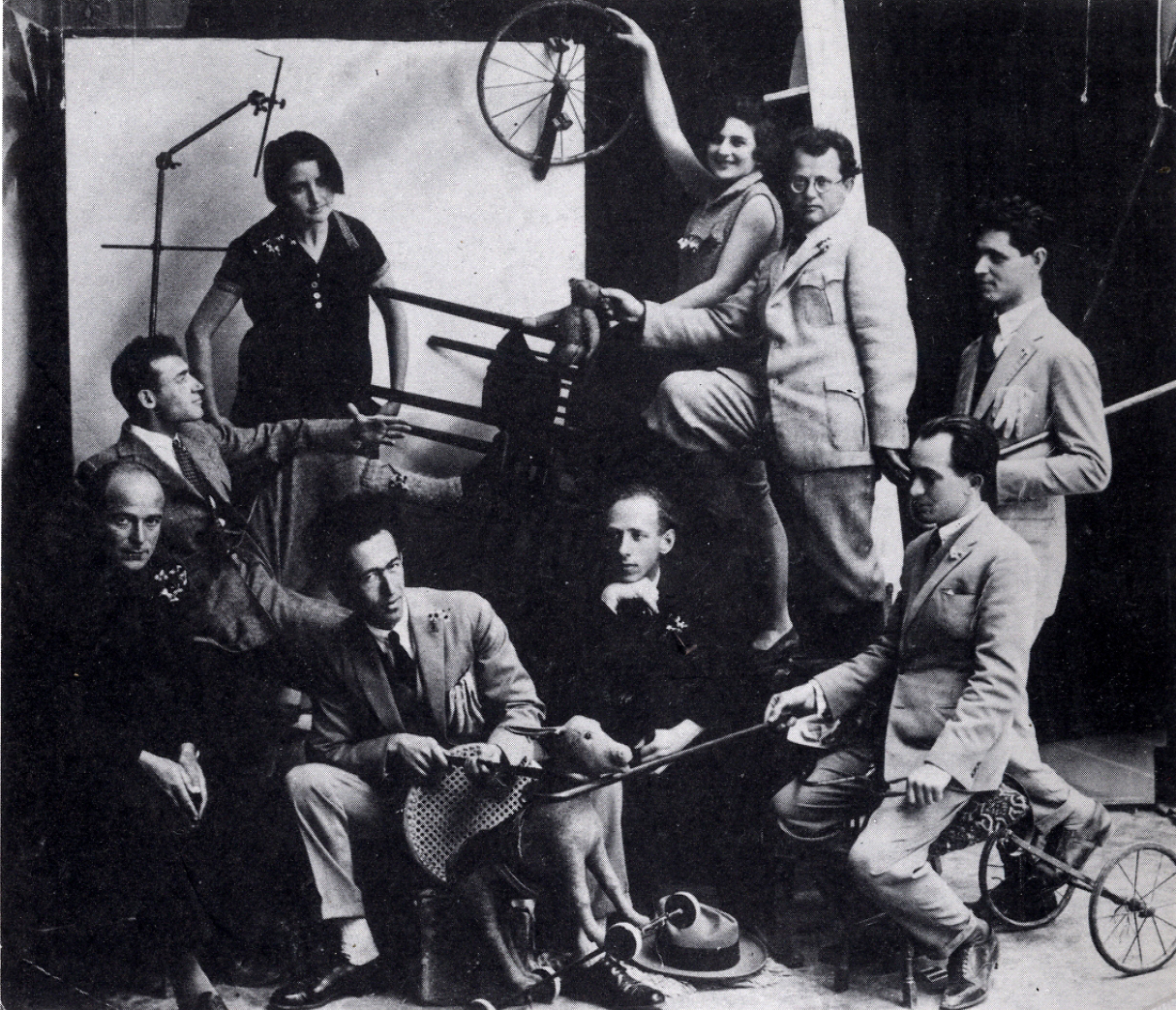
Аґадаті крайній праворуч, з іншими артистами (1925). Світлина Авраама Соскіна.

Барух Аґадаті (Борис Львович Каушанський; івр. ברוך אגדתי 1895, Бендери, Бессарабська губернія — 18 січня 1976, Тель-Авів, Ізраїль) — ізраїльський танцівник, хореограф, балетмейстер, художник, кінорежисер та продюсер. Автор ізраїльського танцю «Хора Аґадаті», піонер ізраїльського кінематографа.

## Біографія

### Ранній період
Борух Каушанський, пізніше відомий як Барух Агадаті, народився в заможній родині Лейба та Басі Каушанських в бессарабському містечку Бендери (Подністря). Крім нього, в сім'ї росли ще двоє молодших дітей: брат Іцик та сестра Рейзл (Роза, в Ерец-Ісраель — Шошана Пінхус). Борух навчався у хедері та в світській гімназії в Бендерах. У 1910 році, п'ятнадцятирічним підлітком самостійно поїхав до підмандатної Палестини, де вступив до школи мистецтв і ремесел Бецалель в Єрусалимі. Жив у Петах-Тікві, заробляв на життя працюючи на укладачем асфальту, пізніше заробляв приватними уроками танцю.
У 1914 році повернувся до батьків і вступив до балетної школи при Одеському оперному театрі, після закінчення її був прийнятий до танцювальної трупи театру. Вважається що сценічний псевдонім «Аґадаті» (івр. אגדתי, легендарний) виник випадково саме в цей, одеський період із легкої руки поета Якова Фіхмана, який представив таким чином молодого танцівника визнаному метру єврейської літератури Хаїму Бяліку.

### Хореографія
Після закінчення Першої світової війни у 1919 році Каушанський повернувся до підмандатної Палестини на кораблі «Руслан» і цілком присвятив себе танцю. Спочатку організував балетну трупу Єврейський художній балет, яка, однак, не мала успіху; тоді переключився на сучасну хореографію. Поставив кілька танцювальних вистав із використанням творів класичної музики, традиційного хасидського танцю із костюмами за власними ескізами. Поступово він став включати до програм східні (наприклад, у танці "«Єменський екстаз») та релігійні (наприклад, у танці «Проводи Цариці Суботи») мотиви. Аґадаті виступав й солістом трупи, яка отримала назву «Хевре траск».
На початку 1920-х років, взявши за основу молдавські народні танці, які він бачив у Бессарабії, Аґадаті створив власний танець на музику, румунського композитора Александра Босковича, який вчився тоді в Парижі, зі словами Зеєва Хавацелета. На відміну від бессарабської хори, в музичному плані цей танець, який отримав назву «хора Аґадаті», використовував швидкий ритм на чотири чверті, але схожу на бессарабську кругову хореографію. За деякими даними, танець був створений на замовлення театру «Огель» в 1924 році, проте відомо, що Аґадаті в цей час в Ерец-Ісраель не був. Хора Аґадаті набула надзвичайної популярності, стала першим ізраїльським національним танцем і є поширеною до цього дня.
З 1923 по 1927 рік Аґадати разом зі своєю трупою жив у Європі, гастролюючи у Варшаві, Берліні, Відні та Парижі. Про широку популярність трупи в цей час говорить той факт, що вже в 1925 році вийшла перша монографія на івриті, повністю присвячена хореографу: Ашер Бараш, Іцхак Ках, Менаше Рабинович «Аман га-рікуд га-іврі» (Мастер єврейського танцю). Ескізи деяких костюмів для Аґадаті під час європейського турне виконала Наталія Гончарова — дружина земляка Аґадаті художника Михайла Ларіонова, який також залишив щонайменше три його малюнки. Так, саме Гончаровій належить ескіз костюма хасида до одного з найвідоміших його танців. Живучи в Парижі, Аґадаті товарищував з обома, а також з художником Мане-Кацем, і був вхожий головним чином у художнє середовище.

### Кінематограф
Після повернення до Тель-Авіва, Аґадаті все менше часу приділяв хореографії, яка в ті часи не викликала серед поселенців особливої зацікавленості. Протягом багатьох років він займався постановкою щорічних карнавалів-ходів «Адлояда» на свято Пурим у Тель-Авіві, які стали традиційними. Вже в 1928 році він знявся в фільмі «Весна в Палестині» (אביב בארץ ישראל, Авів ба-Арец-Ісраель), який був комбінацією ігрового кінематографа з документальною хронікою. Саме цей стиль і привернув Аґадаті, і в 1931 році він разом з молодшим братом Іциком (тепер Іцхаком Каушанським, а пізніше теж Агадаті, 1903—1980) заснував кінокомпанію «Аґа» (івр. אגא), яка до 1934 року займалася випуском документальної кінохроніки із життя поселенців.
У 1931 компанією «Аґа» знімається перший івритський анімаційний фільм «Пригоди Ґаді бен Сусі» (івр. הרפתקאותיו של גדי בן סוסי)
У 1935 році в прокат кількома мовами вийшов перший художній фільм Аґадаті «Зот гі га-Арец» (Ось ця земля), що поєднував ігрове кіно з документальним. Сценарій до кінокартини написав літератор-початківець Авіґдор Га-Меїрі (Файєрштейн, 1890—1970), у ролях знялися відомі в майбутньому ізраїльські актори Рафаель Клячкин (1905—1987) і Шмуель Роденський (1905—1989). В 1936 році Аґадаті повністю відсторонився від хореографії, але продовжував малювати. У середині 1930-х років він відкрив у Тель-Авіві перший постійний кінотеатр.
Зацікавленнісь до кіно у нього однак не згасло і вже після утворення держави Ізраїль, у 1950 році Аґадаті разом із братами Йосефом та Мордехаєм Навон відкрив першу в новій країні кінокомпанію «Ґева» в Тель-Авіві. Тоді як брати Навон виступали виключно в ролі продюсерів, Аґадаті найчастіше був і продюсером, і режисером-постановником, і сценаристом, і оператором, і художником-оформлювачем власних кінокартин. Так у картині «Га-Етмоль шель махар» (Завтрашнє вчора, 1964) він одночасно грає всі вищезгадані ролі, і знову поєднує ігрове кіно з кінохронікою. З інших фільмів слід відзначити «Неве мідбар» (Оазис у пустелі, 1960), відзначений спеціальною премією на Стокгольмському кінофестивалі, «I Like Mike» (Мені подобається Майк, 1961), «Хевра ше-казот» (Така компанія, 1964) та «Галах ба-садот» (Він йшов полями, 1967) за романом Моше Шаміра (1921—2004).
Барух Аґадаті ніколи не був одружений і помер у Тель-Авіві 18 січня 1976 року на самоті. Невдовзі після його смерті вийшов присвячений його життю документальний фільм режисера Адама Грінберга (1976), а через десять років — велика монографія Ґіори Манора «Агадаті — піонер сценічного танцю в Ерец-Ісраель» (אגדתי — חלוץ המחול החדש בארץ ישראל,Аґадаті — халуц га-махоль га-хадаш ба-Арец-Ісраель, видавництво «Сіфріят га-Поалім»: Тель-Авів, 1986). 1997 року на екрани вийшов документальний фільм Гілеля Трістера «Agadati: Screen of an Artist». Ім'ям Аґадаті названо вулиці в багатьох містах Ізраїлю.

## Кінострічки Аґадаті
- Хасид із талесом [Архівовано 30 вересня 2007 у Wayback Machine.]
- Танцюючий хасид [Архівовано 17 березня 2012 у Wayback Machine.]
- Бахайський храм у Хайфі [Архівовано 17 березня 2012 у Wayback Machine.]

## Книжки
- Baruch Agadati, «Water colour painting on silk» (Акварель на шовку, альбом із вступом Йоава Бареля), Newman: Єрусалим, 1968.